# Anna Lea Merritt
Anna Messey Lea Merritt (Filadelfia, 13 settembre 1844 – Hurstbourne Tarrant, 5 aprile 1930) è stata una pittrice statunitense.
Dipinse ritratti, paesaggi, scene religiose ed acqueforti. Nonostante fosse nata a Filadelfia visse e lavorò prevalentemente in Inghilterra. Lavorò come artista professionista per la maggior parte della sua vita, vivendo dei suoi lavori sia prima del suo breve matrimonio con Henry Merritt che dopo la morte di lui.

## Biografia
Figlia di una coppia di quaccheri benestanti, Joseph Lea e Susanna Messey, era la prima di sei sorelle. Studiò anatomia alla Woman's Medical College of Pennsylvania. Nel 1865 la sua famiglia si spostò in Europa dove lei prese lezioni d'arte da Stefano Ussi, Heinrich Hoffman, Léon Cogniet e Alphonse Legros.
Nel 1870 si stabilirono a Londra per fuggire dalla guerra franco-prussiana, nel 1871 incontrò Henry Merritt (1822-1877), un rispettabile critico d'arte e collezionista, che sarebbe divenuto suo tutore e, più tardi, suo marito. Si sposarono il 17 aprile 1877 ma il 10 luglio dello stesso anno Henry morì. Anna Lea Merritt non ebbe figli e non si sposò nuovamente.
Trascorse il resto della sua vita in Inghilterra, facendo comunque diversi viaggi negli Stati Uniti con mostre e premiazioni in entrambi i paesi e divenendo un'artista acclamata. Morì il 5 aprile 1930 a Hurstbourne Tarrant (Hampshire).

## Love Locked Out

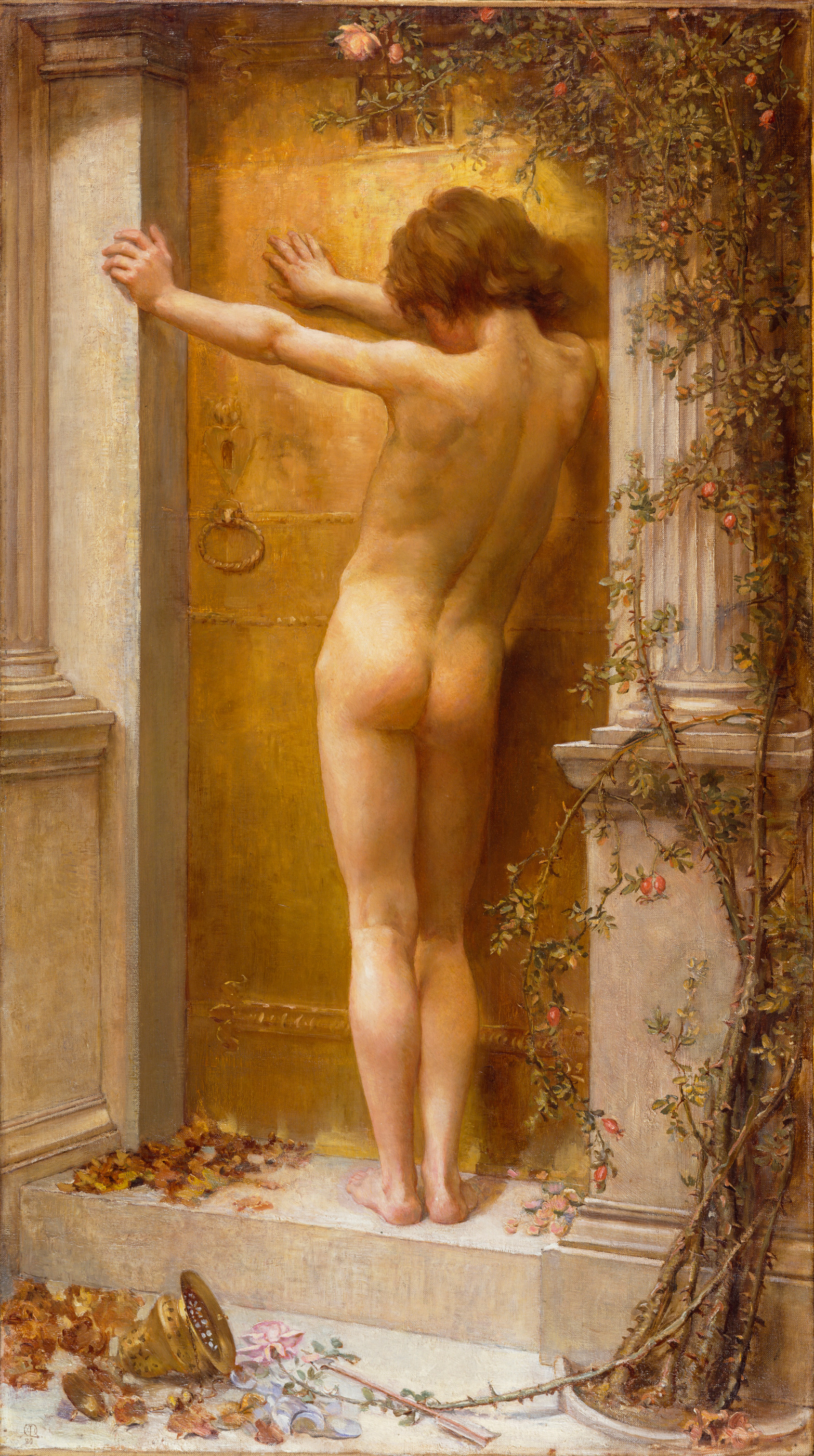
Love Locked Out, il dipinto più famoso di Anna Lea Merritt

Dipinse la sua opera più famosa, Love Locked Out, in memoria di suo marito, che morì nel 1877 a soli tre mesi dal loro matrimonio. Aveva sperato di vedere la sua immagine realizzata in bronzo come statua, ma non ne ebbe la disponibilità economica. Inizialmente non acconsentì alla copiatura del dipinto nonostante le innumerevoli richieste, temendo che il soggetto potesse venire male interpretato: “Avevo paura che le persone avrebbero potuto apprezzarlo come un simbolo di amore proibito”, scrisse nelle sue memorie, “mentre il mio Amore stava aspettando che la porta della morte si aprisse ed i due amanti rimasti soli si riunissero”.
Sebbene Merritt fu un'artista sempre al lavoro nella sua vita, aveva pianificato di interrompere la sua carriera professionale con il matrimonio, tuttavia ritornò alla pittura dopo la morte del marito. Ironicamente, nonostante fosse statunitense, Love Locked Out venne esposto alla Royal Academy of Arts nel 1890 e divenne il primo dipinto realizzato da mano femminile acquisito dalla British national collection attraverso il lascito di Chantrey.

## Pensiero sulle donne nell'arte
Nel 1900 scrisse di non aver provato sulla sua pelle una grande discriminazione di genere, ma notò l'esistenza di una certa pressione sociale che avrebbe potuto interrompere la carriera ad un'artista donna. In conclusione:

“Il principale ostacolo al successo di una donna è che costei non potrà mai avere una moglie. Basta pensare a cosa fa una moglie per un artista: rammenda le sue calze; si prende cura della sua casa; scrive le sue lettere; ha cura dei suoi beni; tiene lontani gli intrusi; è personalmente ispiratrice di belle immagini; è sempre una critica stimolante e parziale. È oltremodo difficile essere un artista senza l'aiuto di chi ti fa risparmiare molto tempo. Un marito sarebbe quasi del tutto inutile."

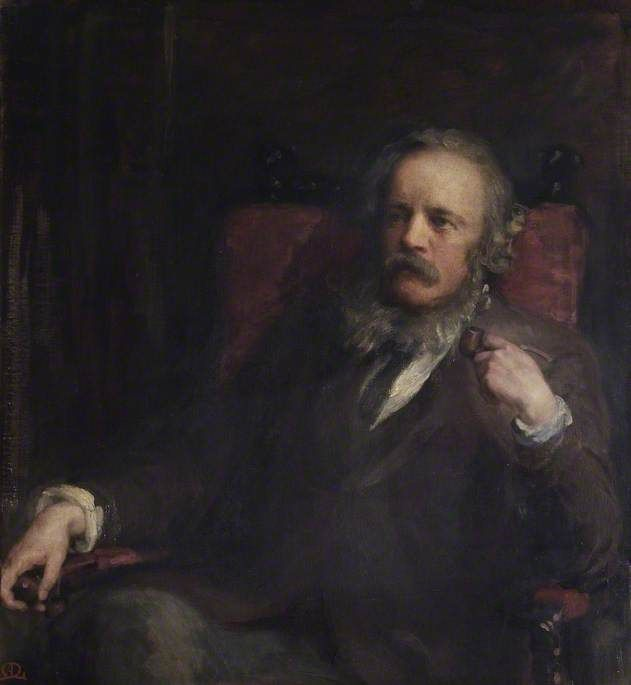
Ritratto del marito, Henry Merritt, 1877

Nel corso del diciannovesimo secolo ci fu in significativo numero di donne che raggiunsero il successo, artiste istruite, una rarità prima di allora, salvo un paio di casi come Angelika Kauffmann (1741-1087) e Louise Élisabeth Vigée Le Brun (1755-1842). Queste artiste emergenti crearono opere con una prospettiva differente da quella degli uomini, sfidarono i concetti limitati di femminilità e crearono il genere dei "floral-female paintings", nei quali "l'artista metteva una o più donne sedute in un giardino fiorito e manipolava la composizione, il colore, la trama e la forma per far sembrare queste donne quanto più simili ai fiori". Questo metodo non era utilizzato per i ritratti. Questa forma di rappresentazione femminile rimase a lungo ignorata dagli studiosi d'arte americani e dalla società conservatrice in risposta all'ideale della "donna nuova", iniziato nel tardo XIX secolo. Merritt creò il genere dei "flower-feminine paintings", notando il simbolismo donna-fiore utilizzato da artisti di sesso maschile come Charles Courtney Curran e Robert Reid.